# Silvina Garré
Pour les articles homonymes, voir Garré.
Silvina María Garré (née le 4 octobre 1961 à Rosario) est une musicienne argentine de pop et rock.

## Biographie
La chanteuse s'impose rapidement  sur la scène musicale argentine dans les années 1980 grâce à sa participation à la trova rosarina. À Rosario, sa ville natale, elle étudie le piano, la flûte, la guitare, l'audioperception et l'histoire de la musique.1 Elle est l'une des figures de proue du rock argentin et de la trova rosarina. En 1981, elle commence à chanter professionnellement avec Juan Carlos Baglietto (qui était alors son petit ami) et Fito Páez, et fait partie de ce groupe musical jusqu'en 1983, date à laquelle elle enregistre son premier album solo. En 1982, le scénariste et réalisateur Eduardo Mignogna fait appel à elle pour chanter les chansons du film Evita, quien quiera oír que oiga et pour interpréter la voix d'Eva Perón.
Elle représente son pays dans plusieurs festivals internationaux, dont le festival OTI de 1983, organisé à Washington DC, aux États-Unis, et le First Song Festival, organisé au Caire, en Égypte.
En 2021, elle présente Autorretrato en une seule représentation en direct à la salle Siranush, dans le quartier de Palermo, à Buenos Aires.
En 2022, elle reprend son activité avec l'ouverture des concert et célèbre, avec la trova rosarina, le 40e anniversaire de la sortie de l'album Tiempos difíciles avec des représentations à guichets fermés au Teatro Ópera de Buenos Aires, au Teatro el Círculo de Rosario et avec une tournée dans les provinces de Córdoba et du Chaco, entre autres. Le 3 septembre 2022, ils célèbrent la consécration de Juan Carlos Baglietto au Festival de La Falda avec un concert de la trova rosarina dans le même amphithéâtre qu'à cette occasion.

## Discographie

### Albums
- 1983 : La mañana siguiente (EMI)
- 1984 : Creerás en milagros (EMI)
- 1986 : Reinas de pueblo grande (EMI)
- 1987 : Otro cuerpo más (EMI)
- 1989 : Baglietto - Garré en vivo Teatro Ópera (EMI)
- 1990 : Silvina Garré (EMI)
- 1991 : Coliseo ’91 en vivo (EMI)
- 1992 : Evita quien quiera oír que oiga
- 1995 : Nuestro lenguaje sagrado (Distribuidora Belgrano Norte)
- 2007 : El deseo (Acqua Records)
- 2008 : Canciones sin tiempo (Acqua Records)
- 2010 : Más que loca (Discos Melopea)
- 2011 : Trovas rosarinas (Acqua Records)
- 2014 : Baglietto - Garré juntos en el Teatro Ópera (Leader Music)
- 2016 : Archivo Jobim (compartido con Litto Nebbia) (Melopea Discos)
- 2018 : Carrousel (indépendant)
- 2019 : Nebbia+Mestre+Garré+Soulé Está en tus manos en vivo 2019 - Melopea Discos
- 2020 : Retrato de Caetano Veloso - Rajate Records
- 2020 : Autorretrato - Rajate Records
- 2022 : La Trova Rosarina en vivo

### Singles
- 1983 : Canción del pinar / Canción del pinar (EMI)
- 1983 : Se fuerza la máquina / Se fuerza la máquina (EMI)
- 1987 : Fin de Carnaval / Papi, dame unos australes (EMI)
- 1987 : Tréboles de 4 hojas / Tréboles de 4 hojas (EMI)
- 1990 : Doble traición / Doble traición (EMI)
- 1994 : Para abrazarte (Sencillo Promocional) (Distribuidora Belgrano Norte)

Más que loca est une sélection de compositions de l'ancien groupe Los Gatos jouées par Litto Nebbia et chantées par elle.